# Боґат
Боґат (угор. Bogat) — угорський воєначальник X століття, за Луітпрандом, Богат був одним із лідерів Італійської кампанії 921—922 років під іменем Бусак. За словами Маккаї Ласло, тоді він став першим Дьюлою Трансільванії. Дьюла Крішто пояснює походження свого імені від слов'янського слова («багатий»).

## Особисте життя
У 921 — 922 роках на запрошення короля Беренгара I угорські війська брали участь в італійських громадянських війнах. Після 899—900 років це була друга за масштабом кампанія в Італії. За словами Луітпранда, деякі італійські графи (граф Адальберт, пфальцграф Одельрік, граф Гіслеберт та інші) хотіли посадити на італійський престол короля Бургундії Рудольфа II. Угорці, очолювані Дурсаком (Тархачі) і Боґатом, кинулися на безпечних супротивників Беренгара біля Верони, убили Одельріка та захопили Адальберта й Гіслеберта. Потім угорці пробилися до Південної Італії, а 4 лютого 922 року, вже на території Візантії, до Апулії.
Анонім помилково називає його батьком Бульчу.

## Дьюла Трансільванії
У своїй праці «Анонім» він сильно змішав особисті імена та імена сановників (Дьюла, Харка) з часів завоювання. Виходячи з детального аналізу даних про топоніми, цілком імовірно, що першим Дьюлою в Трансільванії був князь Боґат (Bugat rex), який, згідно з Людпрандом Антаподозисом, допоміг королю Беренгару I у 921 році в супроводі «Dursac rex» (ймовірно, короля Арпада син Таркацу) з угорською армією. У цьому випадку, розплутуючи дані Аноніма, випливає порядок успадкування, за яким родоначальником трансільванських Дьюлів є Гарка Тетені та його син Гарка Боґат, який був зведений до гідності Дьюли, коли переїхав із західної частини Карпат у басейн до Трансільванії близько 921 року, а його сином був Дьюла Зомбор, родоначальник родини Зомбор.